# エル・カンターレ
エル・カンターレ（El Cantare）とは、幸福の科学の本尊である。

## 概要
1. エル・カンターレ像、世界伝道型御本尊（祭壇型・普及型）、受持型御本尊などの御本尊の画像提供をお願いします。（2023年9月）

幸福の科学において「エル・カンターレ」は、「うるわしき光の国、地球」もしくは「地球の光」という意味を持つ言葉で地球神を表し、幸福の科学の本尊である。また、幸福の科学の教義では、エル・カンターレの本体部分が地上に下生したのが、大川隆法とされていることから、幸福の科学総裁の大川隆法のことも示す。幸福の科学の信者は、エル・カンターレを体現した「現成の仏陀（悟りたる者）」であるとして大川隆法を信仰している。
祈りの言葉では「主エル・カンターレ」という呼称が用いられる。
エル・カンターレの本体意識は地球上で3度現れており、3億年前にアルファとして地球に降り立ち、2度めはエローヒムとして、そして3度目が大川隆法だと宣言している。
大川隆法は、最初の「御生誕祭」（1991年7月15日、東京ドーム）において自身がエル・カンターレであると宣言し、自らが地上に降りて法を説く使命、全人類を救済し、新文明を建設する等の大乗の仏陀の使命を宣言した。この時の東京ドーム「御生誕祭」の集会の内容はテレビなどを通じて報道され、「エル・カンターレ」という用語が一般にも知られるようになった。また、その名を冠した「エル・カンターレ祭」という祭典が、1991年より毎年東京ドームなどで行なわれて、これもテレビなどを通じて報道されている（次節「エル・カンターレ祭」参照）。教団は、こうしたマスコミの影響力を利用して世間一般に信仰対象の名称を知らしめるのに成功し急成長の一因となるとともに挑発的な行動としてとらえられた。
1997年（平成9年）8月22日に、幸福の科学は「エル・カンターレ(El Cantare)」を商標登録している。

## 教義に基づく解説
エル・カンターレは、奈良県の東大寺盧舎那仏像が象徴するところの大毘盧遮那仏を指すという。
エル・カンターレ意識の一部はインドに釈迦として生まれ、古代ギリシアではヘルメスとして生まれるなどしたと定義している。過去において、エル・カンターレ意識の一部（分身）が、
- ラ・ムー（ムー大陸）
- トス（アトランティス）
- リエント・アール・クラウド（古代インカ帝国）[11]
- オフェアリス（古代ギリシア）
- ヘルメス（古代ギリシア）
- ゴータマ・シッダールタ（釈迦）（インド）

として下生したと定義している。
大川隆法は、新文明建設、全人類救済のためにエル・カンターレ意識の本体部分が地上に下生した存在であると主張している
幸福の科学は、単純な一神教信仰ではなく、またフラットな形の多神教でもない。「多様な価値観を包摂しながらも、融合させ調和させてゆく」という立場をとっている。「霊天上界には、神格、つまり高級神霊としての格を持った大霊が大勢いる」とし、「神は一体だけ、あと他は全部間違いだ」という考えは明らかに事実に反するとしている。またその「格」の高低の違いについても「どれだけ多様な人々を救い・導きうるか」によって格付けが成されると定義している。そして至高神エル･カンターレの教えによって宗教間の対立問題は解決し、お互いの融和をもたらすことになると定義している 。
幸福の科学の教義では、エル・カンターレ意識は、「光の大指導霊」の頂点に立つ仏（人格神でもある）として定義している。光の大指導霊とは、九次元大霊（地球系霊団の最上段階にあたる九次元宇宙界という世界にいる霊）と呼ばれる存在で、以下の10名で構成されるとする。
1. エル・カンターレ（ヘルメス、釈迦、トート（アトランティスのトス））
2. アモール（イエス・キリスト）
3. セラビム（孔子）
4. アケメーネ（マヌ）
5. オルゴン
6. カイトロン（アルキメデス、ニュートン、クートフーミ）
7. セオリヤ（ゼウス）
8. サマトリヤ（ゾロアスター、マニ）
9. モーリヤ（モーセ）
10. エンリル（エンリル、サナト・クマーラ）

### アルファ と エローヒム
エル・カンターレの本体意識が地球の歴史上で、1度目は3億3千万年前にアルファとして、2度目は1億5千万年前にエローヒムとして地上に下生したと主張している
その本体意識の具体的活動などは、大川の著作で多数の法話と書籍で語られてきたが、その集大成として劇場用映画として映像化された。
- 「アルファ」については、映画『宇宙の法—黎明編—』(2018年10月12日公開)
- 「エローヒム」については、映画『宇宙の法-エローヒム編-』（2021年10月8日公開）

## エル・カンターレ祭
この信仰の本尊の名を冠した「エル・カンターレ祭」という祭典が、毎年12月に教団にて挙行されている。7月の「御生誕祭」と合わせて二大祭典とされている。この祭典の目的は、主エル・カンターレに1年間の感謝をささげるという名目であるが、この時に行われる大川隆法の法話が、その1年の世情の総括と翌年の予言的情報を含み、これを目当てに会員・信者以外の参加者もある。
第一回目は1991年12月26日東京ドームで行われ、「新世界建設」の題名で大川隆法の法話が話された。この時は同年9月に発生した講談社フライデー事件において著名人を全面に出して抗議活動をしたこことで注目を集めた影響で注目が集まり、多くの報道陣が取材に訪れ、翌日12月27日のテレビの朝のワイドショー等で放映された。2012年では12月5日東京国際フォーラムにて、法話「地球的正義とは何か」の内容で行われ、その後全国のテレビ・ラジオ局で放送された。
また、2013年では12月14日幕張メッセ国際展示場にて、法話「智慧の挑戦」の内容で行われ、その後テレビ・ラジオ局の地方局の放送枠で放送した。
東京ドームで行われた祭典「エル・カンターレ祭」と「御生誕祭」は、現在まで10回あるが、このうち7回において、霊天上界でのエル･カンターレの姿を再現するとして、総裁 大川隆法は特殊な法衣をまとった姿で現れ、講演・法話を行った。この法衣姿の一部が後の「エル・カンターレ像」の原型となった。

## エル・カンターレ像

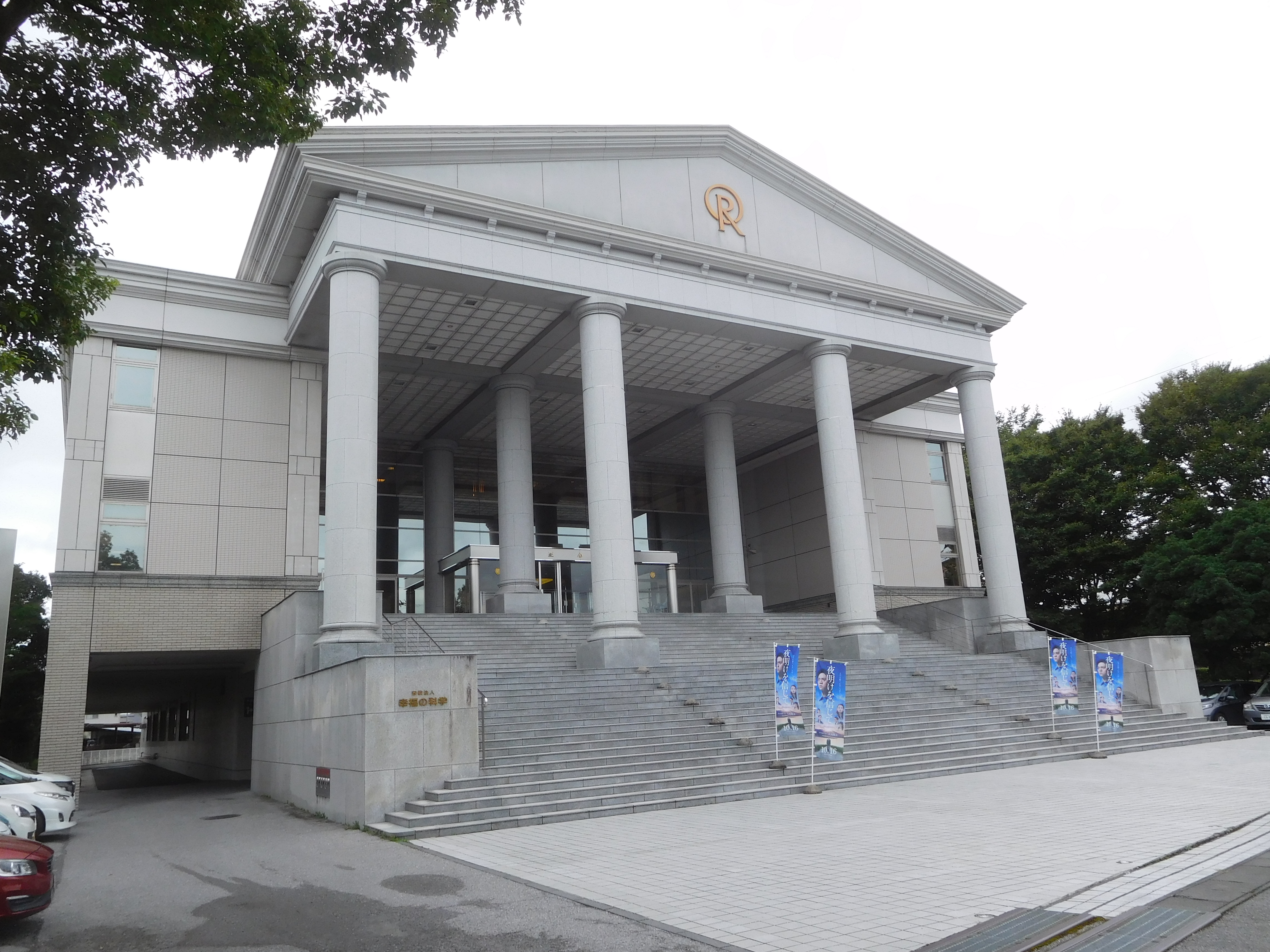
「大エル・カンターレ像」がある 幸福の科学総本山・正心館
栃木県宇都宮市弥生二丁目

宗教法人・幸福の科学では、信仰の対象であるエル・カンターレを象徴するものとして代理本尊を設けている。代理本尊にはエル・カンターレ像や家庭用本尊等がある。1997年1月1日には、総本山・正心館でエル・カンターレ像の開眼式が執り行われた。さらに、大悟記念日の1981年3月23日から数えて7777日目にあたる2002年7月7日には、総本山・正心館の礼拝堂に「大エル・カンターレ像」が開眼した。家庭用本尊は、1992年12月以降、一部の信者に下賜されている。家庭用本尊には、幾つかの形と大小のサイズがあり、3万円から100万円などのお布施奉納目安で下賜されている。家庭用の「布教所エル・カンターレ像」も下賜されている。

## 他宗教での「エル・カンターレ」
桃山学院大学社会学部教授沼田健哉の研究によると「エル・カンターレ」の用語の使用の始まりは、幸福の科学の発足の10年以上前のことで、GLA創始者の高橋信次が、1976年の3月21-23日、和歌山での講演『魂の仕組みと正法』において「釈迦の生命体」の名称として用いたとしている。
しかし高橋は、その直後「エル」の部分を外して「カンターレ」との呼称に替えている。ただし「エル・カンターレの土地」「エル・カンターレの居る所」を意味する「エル・カンタラー」（語尾の変化形）では、「エル」の部分を外さずにそのまま用いていた。この流れから、GLA系諸教団の幾つかで「エル・カンターレ」の用語を用いていたが、その内容・意味する事柄は、それぞれ異なっている。